# Orlan

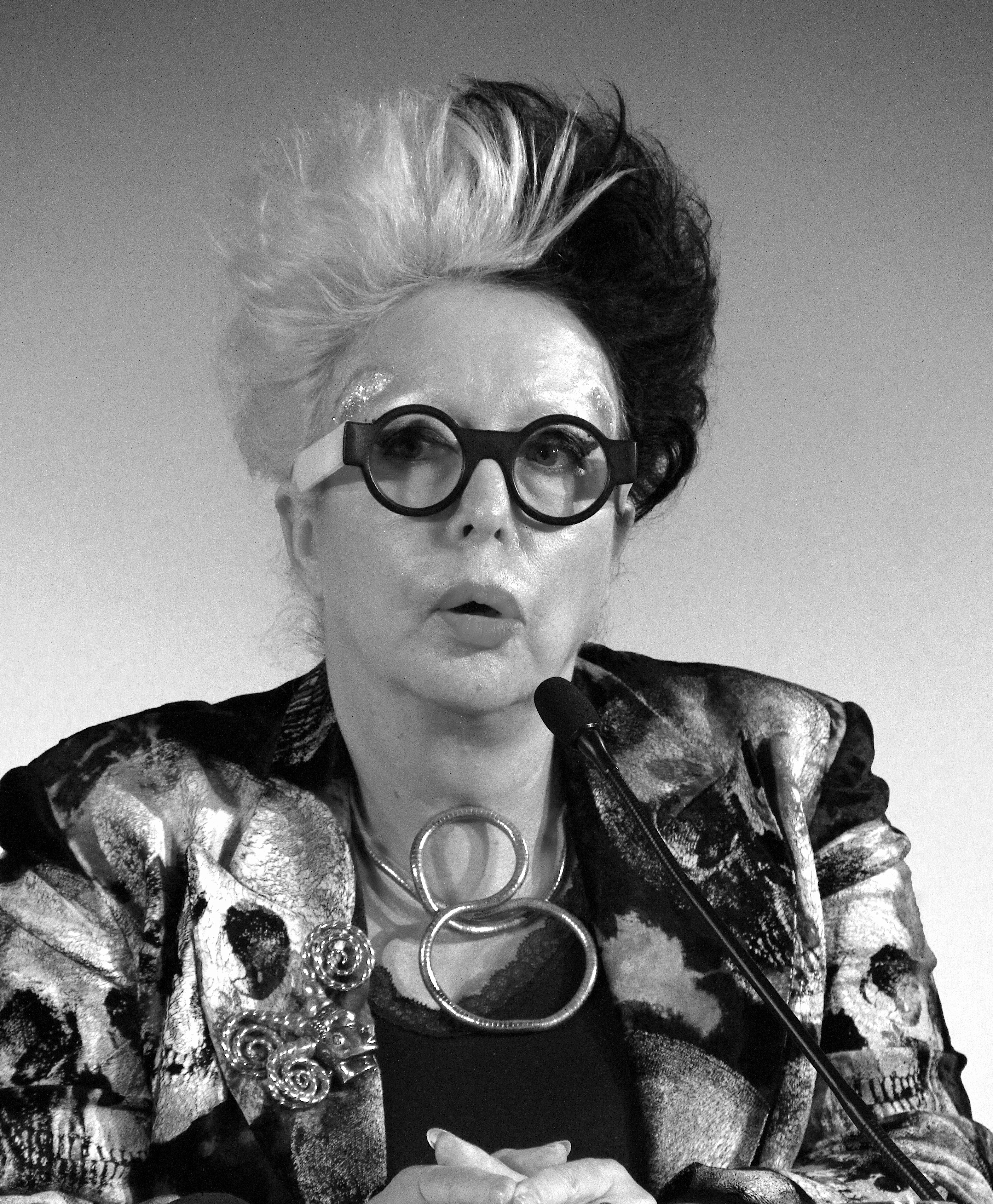
ORLAN (2013)

ORLAN (ur. 30 maja 1947 w Saint-Étienne jako Mireille Suzanne Francette Porte) – francuska artystka współczesna. Zajmuje się fotografią, instalacją, rzeźbą, sztuką wideo, performance i in.
Jej biografia nie jest szeroko znana. Na początku lat 60. przyjęła przydomek artystyczny. Jej twórczość zyskała popularność w latach 70. Od 1990 realizowała projekt pod nazwą The reincarnation of St Orlan (ang. reinkarnacja świętej Orlan). Projekt był serią pokazów performance, podczas których twarz Orlan ulegała metamorfozie przy pomocy chirurgii plastycznej. Artystka uczyniła ze swego ciała materiał rzeźbiarski. Dotąd jako jedyna uczyniła operacje plastyczne środkiem wyrazu artystycznego. Każda z operacji była dokumentowana fotograficznie, a od 1993 roku transmitowany i emitowany na żywo performance można było zobaczyć w galeriach sztuki. Swoją sztukę określiła Orlan utworzonym przez siebie terminem carnal art.